# Rejon kołpaszewski
Rejon kołpaszewski (ros. Колпашевский район) – jednostka terytorialna w Rosji, w obwodzie tomskim. Centrum administracyjne – osiedle typu miejskiego Kołpaszewo. Prócz niego w skład wchodzi 8 osad typu wiejskiego. 44,8 tys. mieszkańców (2005).